# Kozo
Kozo je naseljeno mjesto u općini Prozor-Rama, Federacija Bosne i Hercegovine, BiH.

## Stanovništvo

### 1991.
Nacionalni sastav stanovništva 1991. godine, bio je sljedeći:
ukupno: 105
- Hrvati - 105

### 2013.
Nacionalni sastav stanovništva 2013. godine, bio je sljedeći:
ukupno: 53
- Hrvati - 53